# Криза Римської республіки
Криза Римської республіки відноситься до тривалого періоду політичної нестабільності та соціальних заворушень, що завершилися знищенням Римської республіки та її перетворення у Римську імперію, приблизно з 134 р. до н. е. до 44 р. н. е.
Точні дати кризи невідомі, оскільки Рим коливався між нормальним соціально-економічним станом та кризою протягом багатьох десятиліть.
Подібним чином, причини і атрибути кризи змінювалися протягом десятиліть, і включали в себе поширення рабства, розбою, внутрішні і зовнішні війни, земельну реформу, винахід болісних нових покарань, розширення римського громадянства та зміну складу римської армії.
Сучасні вчені також не можуть дійти єдиного висновку щодо природи кризи. Традиційно розширення громадянства (з усіма його правами, привілеями та обов'язками) було негативно оцінено Саллустом, оскільки це спричинило внутрішній розбрат, виникнення суперечок з італійськими союзниками Риму, рабські повстання та бунти. Однак інші вчені стверджували, що, оскільки республіка означає res publica — справа людей (тобто основною цінністю для держави є людина і соціум) — бідних та безправних громадян не можна звинувачувати в тому, що вони намагаються задовольнити свої законні скарги.

## Датування Кризи Римської республіки
Століттями історики сперечалися про початок, про конкретні кризи та про завершення кризи Римської республіки. Як культура (або «мережа установ») Флоренс Дюпон і Крістофер Вудал писали: «ніяких відмінностей між різними періодами немає». Проте, без всякого сумніву, римляни втратили свободу через розграбування «їхніми  морально підриваючими наслідками» (through plunder, by «their morally undermining consequences.»).

### Аргументи за ранню дату початку (від 134 до 73 р. До н.е.)
Гаррієт І. Квітка та Юрген фон Унгерн-Штернберг (Harriet I. Flower and Jurgen Von Ungern-Sternberg) стверджують що 10 грудня 134 р. до н. е. — точна дата початку кризи, яка пов'язана із інавгурацією Тіберія Гракха. Альтернативною вони називають дату коли Тіберій Гракх вперше видав свою пропозицію про земельну реформу в 133 р. до н. е. Аппіан Олександрійський писав, що ця політична криза була «передумовою до римських громадянських воєн». Веллеййз зауважив, що Гракх перебував на посаді трибуна безпрецедентну кількість часу (до 133 р. до н. е.).
Це був початок кровопролиття та вільного царювання мечів у місті Римі. Відтоді правосуддя було повалене силою, і найсильніший був головним.
- Веллейус, Велл. Пат. 2.3.3-4, перекладена Гаррієтою I. Флауер.
В усякому разі, вбивство Тіберія Гракха в 133 р. до н. е. ознаменувало «поворотний пункт в римській історії та початок кризи Римської республіки»
Барбетта С. Спат конкретно посилається до «кризи Гракха на початку пізньої Римської республіки …».

Нік Полс, у своїй популярній історії Спартака, стверджує, що початкова дата 135 р. до н. е. пов'язана з початком Першої сербської війни в Сицилії. Він стверджує:
Повстання рабів у Італії під Спартаком, мабуть, було найкращим чином організоване, проте воно не було першим подібним повстанням. Були й інші повстання рабів, які постраждали від Риму, і ми можемо припустити, що Спартак був достатньо мудрий, щоб отримувати вигоду від їхніх помилок.
Початок Союзницької війни (Social War) (91-88 рр. до н. е.), коли італійські союзники Риму повстали проти його правління, можна вважати початком кінця республіки. Поля (Fields) також вказують на те що справи пішли значно гірше після участі Самніта в битві біля Колінських Воріт (the Battle of the Colline Gate) у 82 р. до н. е., що стала кульмінацією війни між Суллою та прихильниками Гая Марія.
Баррі Стросс стверджує, що криза дійсно почалася з «Спартакських Війн» в 73 році до н. е., додавши, що небезпека була недооціненою з боку Риму а тому, «Рим сприйняв кризу посередньо».

### Аргументи за пізню дату початку (69-44 р. до н.е.)
Торнтон Уайлдер в своєму романі «Ідеми березня», які присвячені періоду кризи з 69 р. до н. е. до 44 р. до н. е. Полліо та Рональд Сіме датують кризу з часів Юлія Цезаря (60 р. до н. е.). Перетинання Цезарем через ріки Рубікон (північна межа Римської Італії) з його армією в 49 р. до н. е., грубе порушення римського права, стала точкою неповернення для Республіки, як це зазначено в багатьох книгах, включаючи Рубікон Тома Холланда: Останні роки Римської республіки.

### Дата закінчення Кризи (49 до 27 р. До н.е.)
Кінець кризи може також бути датований вбивством Юлія 15 березня 44 р. до н. е., після того як він і Сулла так багато зробили «для реформації уряду Республіки». Альтернативною датою закінчення кризи можна вважати 27 р. до н. е., коли Октавіану було надано титул Августа Сенатом, що ознаменує початок Римської імперії. Кінець кризи також може бути датований раніше, до моменту конституційних реформ Юлія Цезаря в 49 р. до н. е.

## Тіберій і Гай Гракх
Тіберій зайняв посаду в трибуні плебеїв наприкінці 134 р. до н. е., тоді як «все у Римській республіці було в хорошому працездатному стані». Мали місце декілька незначних проблем, таких як « рабське повстання в Сицилії» (the First Servile War).
У той же час римське суспільство було класовим, тому суперечки класів випливали на поверхню . Ця система складалася з благородних родин сенаторського чину, лицарського або кінного класу, громадян (згрупованих у два або три класи залежно від періоду часу — самоврядних союзників Риму, землевласників та плебеїв або вільних осіб-орендарів), осіб без громадянства які жили за межами південно-західної Італії, та рабів. За законом лише чоловіки які були громадянами мали виборче право, і лише ті чоловіки, яким належала певна кількість нерухомого майна, могли служити в армії, що дозволило б їм отримати соціальний авторитет та додаткові переваги громадянства. Уряд володів великими масивами сільськогосподарських угідь, які вони отримали за рахунок завоювання або есшеату (заволодіння землями власників, які померли без спадкоємців); які здавалося в оренду великим землевласникам, які використовували своїх рабів для їх обробки або підрядно здавали їх в оренду дрібним фермерам. На той час існувала певна соціальна мобільність і обмежене виборче право. Плебами (або плебеями) був соціально-економічний клас, який можливо виник як етнічна група з власним культом богині Церери, і, яка зрештою, стало політичною партією в більшій частині Римської Республіки.
Починаючи з 133 р. До н. е., Гракх спробував задовольнити скарги переміщених дрібних господарів. Він обійшов римський сенат і використовував плебейські збори для прийняття закону, що обмежує кількість землі, що належить державі, яку будь-яка особа може обробляти. Це призвело  до розпаду великих насаджень, утримуваних багатими громадянами на державних землях, які обробляли їх за допомогою рабів.
Поміркований план аграрної реформи Гракха був мотивований «збільшенням кількості римських громадян, які володіли землею, а отже, і кількості тих, хто був би придатний до служби в армії за рейтингом перепису». План включав метод тихого титулу (quiet title) і мав на меті підвищення ефективності сільськогосподарських угідь, при цьому передбачалось передання невеликих земельних ділянок фермерам-орендарям, його популістським виборцям. Гракх використав закон, який існував понад століття, закон Гортензія 287 р. до н. е., що дозволило зібрати асамблею плебеїв в обхід Сенату. Проте інший трибун, Маркус Октавіус, використовував своє право вето, щоб не дати закону пройти. Була широко поширена думка про те що багаті сенатори підкупили Октавія задля застосування ним права вето.
Криза загострилася: Гракх підштовхнув збори до імпічменту та зняття з посади Октавія; Сенат заблокував кошти фонду, який був необхідний для забезпечення виконання земельної реформи; Тоді Гракх спробував використати гроші з цільового фонду, залишеного Аттаусом III Пергамом (Attalus III of Pergamum), який сенат також заблокував. У якийсь момент один із вільновідпущеників Гракха відтягнув  Октавія з платформи спікера. Даний напад порушив «Lex sacrata», який забороняв людям нижчого статусу від посягати на людей вищого класу. Олігархічні римські дворяни помстилися вбивши Гракха. Оскільки Гракх був дуже популярним серед бідних шарів населення, і його було вбито за захист їх інтересів, в місті виникли масові бунти у відповідь на його вбивство.
Барбетт Стенлі Спаєт стверджує, що роль Церера як покровителя і захисника плебейських законів, прав і трибунів продовжувалася всю республіканську епоху. Ця роль «експлуатувалася з метою політичної пропаганди під час кризи Гракха …».
Церковський храм Авентіне служив плебеям як культовий центр, правовий архів, скарбницю та суд, заснований одночасно з прийняттям «Lex sacrata»; ті хто порушив цей закон були позбавлені Церерою життя та власності, воля Церери здійснювалась її еділами. Офіційні укази Сенату (senatus consulta) поміщались на зберігання в її Храм, під опіку Церери; Ліві прямо заявляє що даний ритуал мав на меті припинення свавільного і легковажного ставлення консулів до римських законів. Храм також пропонував притулок для тих, кому загрожував свавільний арешт патриціїв. Церера, таким чином, була богинею-покровительницею письмових законів Рима; Поетик Вергіл пізніше називає її legifera Ceres (Law-bearing Ceres), переклад грецького епітету Деметри, thosmophoros. Ті, хто схвалив вбивство Тіберія Гракха в 133 р. до н. е., вважали його смерть покаранням за свій злочин проти «Lex sacrata» захищеного Церерою: ті, хто вважали таке вбивство неправомірним зверталися до «священного статусу» Гракха як трибуна який згідно закону знаходився під патронатом Церери. У 70 році до нашої ери Цицерон згадує це вбивство у зв'язку з законами і культами Церери.
Спат вважає, що Гракх був убитий тому що він порушив закони, що захищали суспільний та політичний лад, закони про трибунську недоторканість і намагався створити тиранію, і тому він повинен був понести покарання, яке йому призначили, звернувши увагу на його особистість та власність.
Замість того, покарати Гракха за вбивство, Сенат використовував місію в храмі Церери в Хенні (на Сицилії), щоб виправдати його страту. Аграрна реформи була частково впроваджена комісією, до того часу коли графські колонії були створені всюди в Італії та Карфагені.
Через дев'ять років після вищеописаних подій молодший брат Тіберія, Гай запропонував більш радикальні реформи. Окрім розселення бідних на землях завойованих Римом, він передав «lex frumentaria», яка надавала бідним право купувати зерно за субсидованими цінами.
У минулому сенат ліквідував політичних суперників шляхом створення спеціальних судових комісій, або шляхом прийняття консульського рішення «senatus consultum ultimum» (остаточне рішення Сенату). Обидва механізми дозволили сенату обійти загальне право громадян на захист своїх прав у судді та судовий розгляд.
Деякі з послідовників Гая спричинили смерть людей, багато істориків стверджують, що вони були атаковані та діяли в межах самооборони. У будь-якому випадку, смерть Гракха була використана його політичним суперником, Люциусом Опімієм, для призупинення конституції за допомогою senatus consultum ultimum.
Гай втік, проте, ймовірно він був також убитий дворянством.

## Гай Марій та Сулла

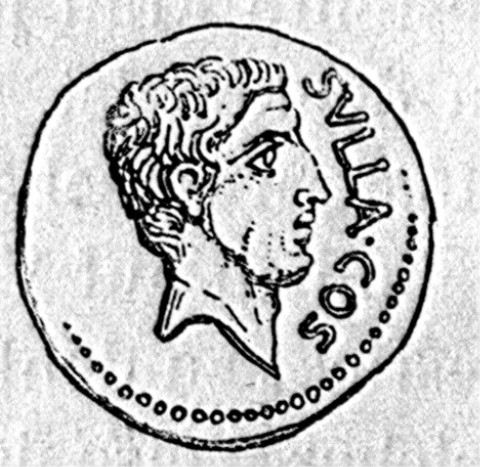
Динарій з зображенням Сули.

Наступним великим реформатором того часу був Гай Маріус, який, як і Гракх, був популістом. На відміну інших реформаторів він також виконував обов'язки полководця. Він скасував вимогу власності, для того щоб стати солдатом. Після цього бідні приймалися до армії у величезних кількостях. Вільний вступ до армії призвів до створення  «capite censii» — нижчими класами (буквальний переклад з латини — «ті що рахувалися головами», використовується для позначення найнижчого класу громадян, так як у римському переписі їх рахували не по майну, а по головам як худобу) «esprit de corps» у її складі. Деякі еліти скаржилися на те, що тепер армія стала не дисциплінованою належним чином через присутність у її рядах людей з нижчих класів, проте це було безпідставно. 
Маріуса звинувачують в тому, що він проклав шлях до лав римської армії так званим  беззаконним, жадібним солдатам, діяльність яких, як вважалося, в основному сприяла занепаду та падінню Республіки через кілька поколінь. Проте ми не повинні забувати про те, що Маріус не був першим, хто завербував «capite censii». Римом керувала аристократична олігархія, яка засідала у Сенаті. Тому в кризові періоди в минулому Сенат вербував їх для служби легіонерами, разом із злочинцями та рабами. 
- Нік Філдс
Маріус використовував своїх солдатів, щоб захистити Кімбрі і Тевтонці від набігів Німеччини. Його політичний вплив та військове лідерство дозволили йому посісти посаду консула шість разів у 107 і 103-99 рр. до н. е. що було великою честю. Однак 10 грудня 100 р. до н. е. сенат оголосив ще один «senatus consultum ultimum», для щоб перешкодити діяльності Луція Апплеуіса Сатурніна, радикального трибуна який був схожий на Гракхуса, він підбурював насильство в Римі від імені Маріуса. Сенат наказав Маріусу придушити діяльність Сатурніна і його прихильників, які тим часом зайняли оборонні позиції в Капітолії. Маріус почав це робити, посадивши Сатурніну в «Curia Hostilia», маючи намір залишити його живим. Проте сенаторські воїни не зважаючи на це лінчують трибуну, піднявшись на будинок Сенату і кидаючи зміщені черепиці на Сатурніна і його прихильників.
Сулла, який був призначений Маріусом на посаду квестора у 107 році, пізніше позбавив Марія верховної влади. У 88 році сенат призначив Суллу на прибуткову і потужну посаду командора у мітрідатовій війні. Тим не менш, Маріусу вдалося закріпити свої позиції, через політичні угоди з Publius Sulpicius Rufus. Спочатку Сулла пішов у похід наодинці, але знайшов підтримку серед своїх військ, захопив владу в Римі і рушив до Малої Азії із своїми солдатами. Там він розвернув значною мірою успішну військову кампанію і через це згодом був переслідуваний сенатом. Сам Маріус розпочав переворот із Цинною за відсутності Сулли і переміг деяких своїх ворогів. Він заснував популістський режим, але незабаром помер.
Сулла уклав мир з ворогами Риму на сході і почав налагоджувати умови для повернення до Риму. Цинна, популістський наступник Маріуса, був убитий власними людьми, коли вони поїхали зустріти Суллу на чужій землі. Коли Сулла почув про це, він припинив переговори з Римом і почав відкрито піднімати повстання у 84. Після вторгнення Сулли на півострів, до нього приєдналися багато аристократів, включаючи Красса і Помпея, тому протягом року він зруйнував усі основні осередки опозиції. Він розпочав диктатуру і очистив  країну від популістів заборонивши їхню діяльність. Це потягнуло за собою терор навіть щодо невинних людей, з метою використання їх майна на користь прихильників Сулли. Переворот призвів до великої перемоги олігархів. Він відмінив реформи Гракха та інших популістів, позбавив трибунів більшої частини їх повноважень і повернув владу сенаторів над судами.

## Помпей

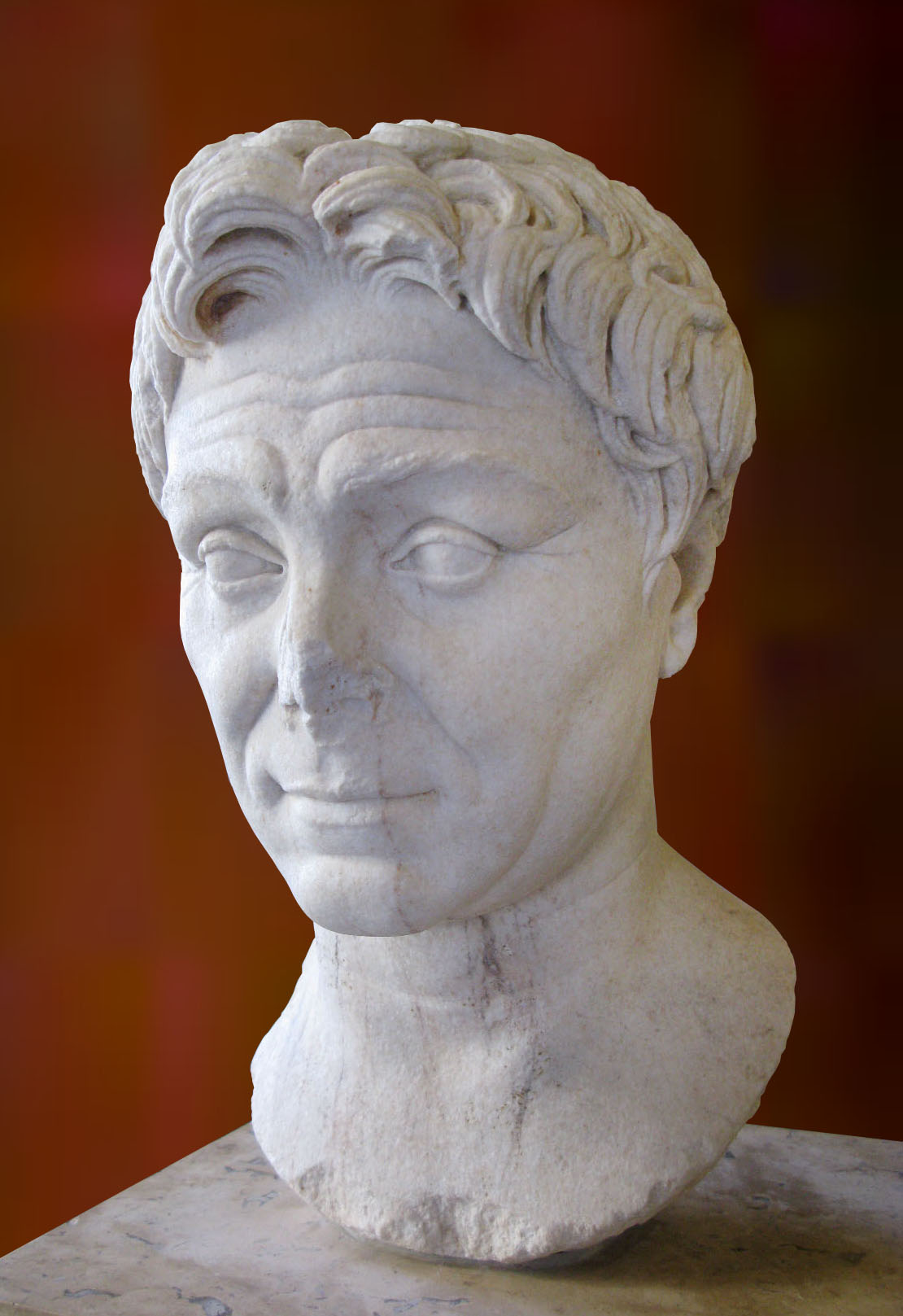
Помпей Великий.

Помпей Великий, наступний великий лідер, діяльність якого загострила кризу, народився під іменем Гней Помпей, але взяв власний когніум («Великий»). Помпей, як молода людина, був союзником Сулли, але на консульських виборах 78 р. до н. е. він підтримав Лепіду проти побажань Сулли. Пізніше, того ж року коли Сулла помер, Лепід збунтувався, і Помпей придушив повстання від імені сенату. Згодом він попросив проконсульта Іспанської Імперії, домовитися із популярним генералом Квінтом Серторієм, який протягом останніх трьох років витримував натиск Квінта Цечілія Метелла Пія, одного з найбільш здатних генералів Сулли.
Кар'єра Помпея рухалася вгору швидко через його прагнення до військової слави та ігнорування традиційних політичних обмежень. Помпеї служив Крассу та Юлію Цезарею протягом першого тріумвірату Риму, але до цього римська аристократія намагалася перешкодити його діяльності, бо вони почали боятися молодого, популярного та успішного генерала. Помпей відмовився розпустити свої легіони, поки його прохання будуть виконані. Сенат погодився, неохоче призначивши його проконсулом та надавши йому повноваження рівні тим які належали Метеллсу, і відправив його до Іспанії.
Помпеї безславно знищив те, що залишилося від військ Спартака в 71 р. до н. е., які були затиснуті військами Маркуса Красса. Він отримав найвищу честь від Риму, тріумф, а Красс отримав лише почесне згадування, що зачепило його гордість.
У 69 р. до н. е. він підкорив Сирію, переміг царя Тигранса з Вірменії і замінив одного маріонеткового короля Селевка VII Філометора своїм братом Антіохом XIII Азіатським. Через чотири роки він змінив монарха на губернатором. Це не тільки спричинило знищення Селевкідів, але і принесло в Рим тисячі рабів та дивних народів, в тому числі юдеїв, тим самим започаткувавши там єврейську діаспору. Це спричинило до кишіння біженців, які могли лише сіяти розбрат.
Безрозсудні дії Помпея зрештою посилили розбрат у Римі, проте його невдалий союз з Крассом і Цезарем був особливо небезпечним для Республіки. У січні 49 р. до н. е., Цезар переправив свої легіони через ріку Рубікон з Цизальпійської Галлії до Італії, оголосивши війну проти сил Помпея. У серпні 48 р. до н. е., коли Помпей зазнав переслідувань, Цезар зупинився біля Фарсала, встановивши табір на важливій стратегічній позиції. Армія Помпея напала на менш чисельну армію Цезаря, і була повністю розгромлена, після чого Помпей втік до Єгипту. Він сподівався, що король Птолемей, його колишній союзник, допоможе йому, але єгипетський король побоявся  образити Цезаря. 28 вересня Помпею було запропоновано покинути кораблі і прибути на берег у Пелузіум. Коли він готувався ступити на єгипетську землю, він був підступно вбитий офіцером Птолемея.